# Galicyjskie Towarzystwo Muzyczne
Galicyjskie Towarzystwo Muzyczne – galicyjska instytucja muzyczna we Lwowie, założona w 1838 roku.
Za jedną z instytucji działających u zarania Akademii uważa się Galicyjskie Towarzystwo Muzyczne, od założenia w 1838 do roku 1848 używające niemieckiej nazwy – Gesellschaft zur Beförderung der Musik in Galizien, a od 1848 do odzyskania przez Polskę niepodległości Galicyjskie Towarzystwo Muzyczne we Lwowie. Towarzystwo od 1870 była finansowane przez założone w tym roku konserwatorium. W latach 1858–1887 na czele Towarzystwa, a zarazem konserwatorium, stał Karol Mikuli (uczeń Chopina), który był jednocześnie inicjatorem powołania Towarzystwa. Długoletnim dyrektorem konserwatorium był Mieczysław Sołtys (1899–1929), a po nim jego syn Adam (1929–1939); za jego czasów chór lwowskiej szkoły uważany był za najlepszy w Polsce. Prezesami (dyrektorami) Towarzystwa byli także m.in. hrabia Filip Zaleski (w latach 1880–1883) i książę Andrzej Lubomirski (od 1897 r.), a profesorami m.in. Tadeusz Majerski, Ludomir Różycki i Józef Koffler. 
Od 1906 siedziba Galicyjskiego Towarzystwa Muzycznego znajdowała się przy ul. Chorążczyzny 7, w secesyjnym budynku z wielką salą koncertową, wzniesionym według projektu Władysława Sadłowskiego (obecna siedziba Filharmonii; ul. Czajkowskiego).
Polskie Towarzystwo Muzyczne we Lwowie (nazwa używana w latach 1918–1939)  w listopadzie 1919 r., w pierwszą rocznicę walk w obronie Lwowa, zorganizowało pierwszy koncert poświęcony Orlętom Lwowskim, któremu przewodniczył Mieczysław Sołtys (jego syn Adam brał czynny udział w walkach z Ukraińcami).
W latach I wojny światowej (1914–1918) filia „Polskiego Towarzystwa Muzycznego we Lwowie” działała w Wiedniu, kierował nią Stanisław Niewiadomski. W 1933 roku nowa filia została założona w Inowrocławiu.
Podczas okupacji Lwowa przez sowietów w 1939 r. władze radzieckie połączyły Wyższy Instytut Muzyczny im. Mykoły Łysenki, konserwatorium Polskiego Towarzystwa Muzycznego we Lwowie, konserwatorium im. Karola Szymanowskiego, oraz Zakład Muzykologii Uniwersytetu Lwowskiego (rozwiązany 31 grudnia 1939), tworząc Lwowskie Konserwatorium Państwowe im. Mykoły Łysenki.

## Dyrektorzy Towarzystwa
- Jan Ruckgaber (1838–1842)
- Karol Mikuli (1857–1887)
- Rudolf Schwarz (1887–1899)[4]
- Andrzej Lubomirski (1897–1899)
- Mieczysław Sołtys (1899–1929)
- Adam Sołtys (1929–1939)